# Schleswig-Holstein-Sonderburg-Glücksburg (linea maggiore)

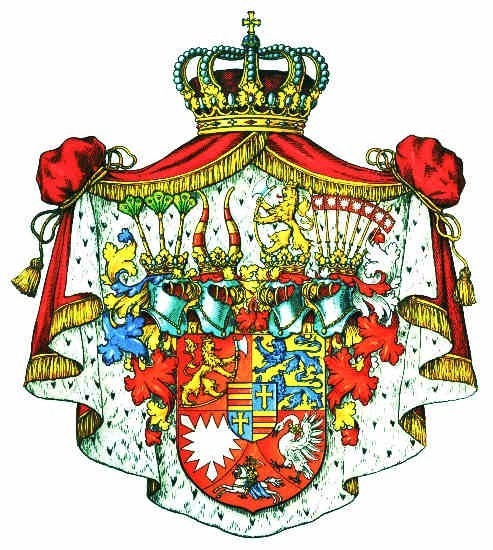
Stemma dei duchi di Schleswig-Holstein-Sonderburg-Glücksburg

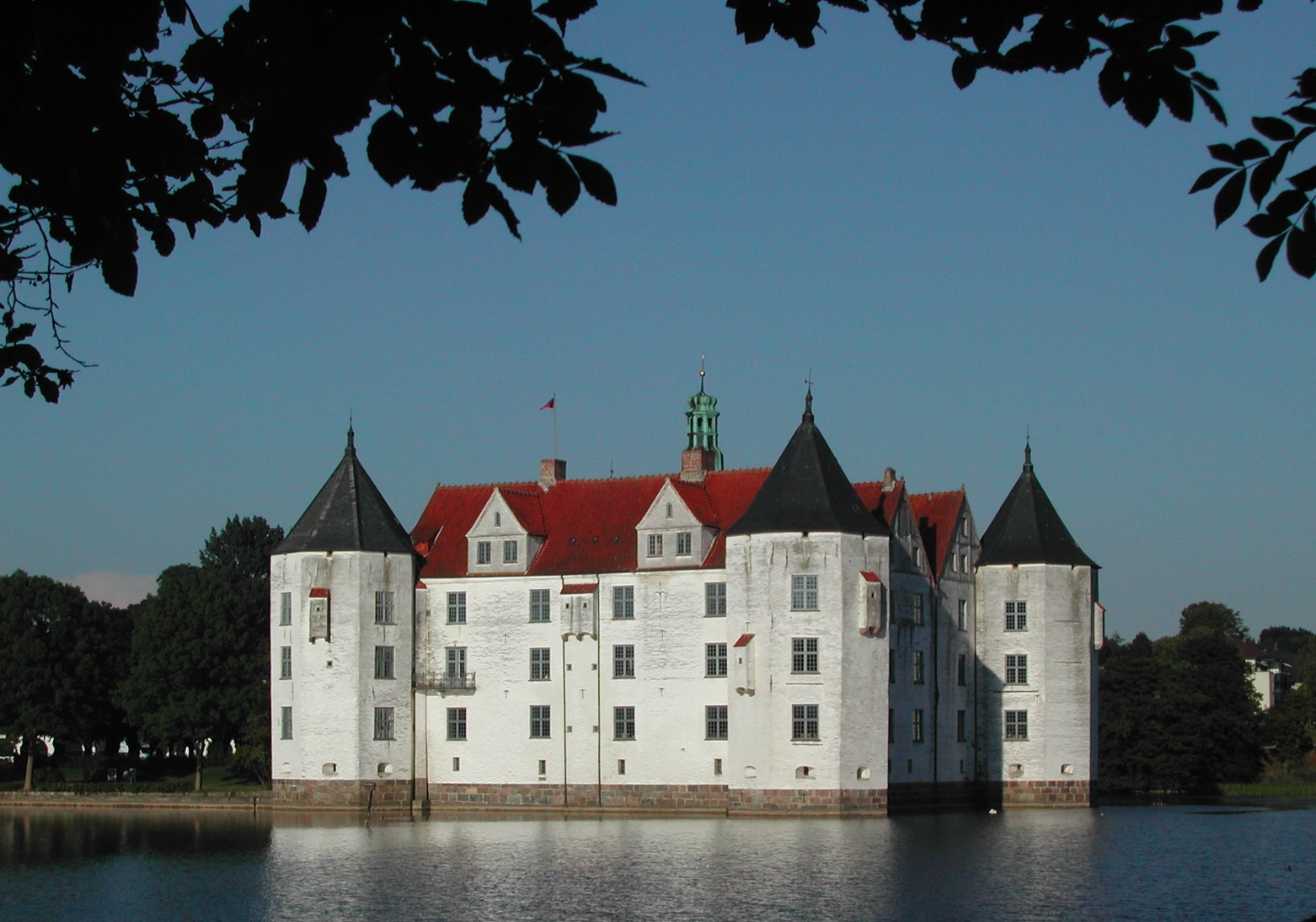
Castello di Glücksburg nello Schleswig-Holstein, la sede dei rami della famiglia eponima

Gli Schleswig-Holstein-Sonderburg-Glücksburg fu una linea del casato di Schleswig-Holstein-Sonderburg, una diramazione del casato degli Oldenburg dal 1622 al 1779.

## Storia
La linea fu fondata dal duca partizionista Filippo di Schleswig-Holstein-Sonderburg-Glücksburg (1584–1663). La linea prende il nome dal castello di Glücksburg, dove egli ebbe la sua sede.
I membri di questa linea detenevano il titolo di duca di Schleswig-Holstein-Sonderburg-Glücksburg, ma avevano poteri limitati nel governare nei loro territori, in quanto non era una tenuta del reame, ma un sottoinsieme del ducato di Holstein-Gottorp. In seguito la famiglia rinunciò a questi diritti del tutto e continuato come duchi titolari.
Alcuni anni dopo la morte di Federico Guglielmo Enrico, il titolo passò, attraverso re Federico VI di Danimarca, a Federico Guglielmo di Schleswig-Holstein-Sonderburg-Beck, che fondò la linea minore di Schleswig-Holstein-Sonderburg-Glücksburg.

## Duchi
| Reign     | Name                      | Remark |
| --------- | ------------------------- | --- |
| 1622–1663 | Filippo                   | fondatore del ramo, sposò Sofia Edvige (1601–1660), figlia di Francesco II, duca di Sassonia-Lauenburg |
| 1663–1698 | Cristiano                 | figlio, sposò 1. Sibilla Ursula (1629-1671), figlia di Augusto di Brunswick-Lüneburg "il Giovane"; 2. Agnese Edvige (1640-1698), figlia di Gioacchino Ernesto, duca di Schleswig-Holstein-Sonderburg-Plön |
| 1698–1729 | Filippo Ernesto           | figlio, sposò Cristina (1679-1722), figlia di Cristiano, duca di Sassonia-Eisenberg |
| 1729–1766 | Federico                  | figlio, sposò Augusta (1725-1777), figlia di Simone Enrico Adolfo, conte di Lippe-Detmold |
| 1766–1779 | Federico Enrico Guglielmo | figlio, sposò Anna Carolina (1751-1824), figlia di Guglielmo Enrico, principe di Nassau-Saarbrücken |